# Schoonspringen op de Olympische Zomerspelen 1920
Schoonspringen is een van de sporten die beoefend werden tijdens de Olympische Zomerspelen 1920 in Antwerpen.

## Heren

### 3 m plank
| rang   | sporter           | land | punten |
| ------ | ----------------- | ---- | ------ |
| Goud   | Louis Kuehn       | USA  | 675.40 |
| Zilver | Clarence Pinkston | USA  | 655.30 |
| Brons  | Louis Balbach     | USA  | 649.50 |
| 4      | Gustaf Blomgren   | SWE  | 587.05 |
| 5      | Gunnar Ekstrand   | SWE  | 559.25 |
| 6      | John Jansson      | SWE  | 544.75 |

### 10 m torenspringen
| rang   | sporter           | land | punten |
| ------ | ----------------- | ---- | ------ |
| Goud   | Clarence Pinkston | USA  | 503.30 |
| Zilver | Erik Adlerz       | SWE  | 495.40 |
| Brons  | Harry Prieste     | USA  | 468.65 |
| 4      | Gustaf Blomgren   | SWE  | 453.80 |
| 5      | Yngve Johnson     | SWE  | 441.80 |
| 6      | Louis Balbach     | USA  | 424.00 |
| 7      | Adolfo Wellisch   | BRA  | 423.80 |

### Hoogduiken
| rang   | sporter         | land | punten |
| ------ | --------------- | ---- | ------ |
| Goud   | Arvid Wallman   | SWE  | 183.50 |
| Zilver | Nils Skoglund   | SWE  | 183.00 |
| Brons  | John Jansson    | SWE  | 175.00 |
| 4      | Erik Adlerz     | SWE  | 173.00 |
| 5      | Yrjö Valkama    | FIN  | 167.50 |
| 6      | Herold Jansson  | DEN  | 159.00 |
| 7      | Fernand Sauvage | BEL  | 148.50 |
| 8      | Adolfo Wellisch | BRA  | 143.00 |

## Dames

### 3 m plank
| rang   | sporter          | land | punten |
| ------ | ---------------- | ---- | ------ |
| Goud   | Aileen Riggin    | USA  | 539.90 |
| Zilver | Helen Wainwright | USA  | 534.80 |
| Brons  | Thelma Payne     | USA  | 534.10 |
| 4      | Aileen Allen     | USA  | 489.90 |

### 10 m torenspringen
| rang   | sporter                  | land | punten |
| ------ | ------------------------ | ---- | ------ |
| Goud   | Stefanie Fryland Clausen | DEN  | 173.00 |
| Zilver | Eileen Armstrong         | GBR  | 166.00 |
| Brons  | Eva Ollivier             | SWE  | 166.00 |
| 4      | Isabella White           | GBR  | 158.50 |
| 5      | Aileen Riggin            | USA  | 157.00 |
| 6      | Betty Grimes             | USA  | 133.50 |

## Medaillespiegel
| rang   | land             | goud | zilver | brons | totaal |
| ------ | ---------------- | ---- | ------ | ----- | ------ |
| 1      | Verenigde Staten | 3    | 2      | 3     | 8      |
| 2      | Zweden           | 1    | 2      | 2     | 5      |
| 3      | Denemarken       | 1    | 0      | 0     | 1      |
| 4      | Groot-Brittannië | 0    | 1      | 0     | 1      |
| totaal | totaal           | 5    | 5      | 5     | 15     |